# 신하이역

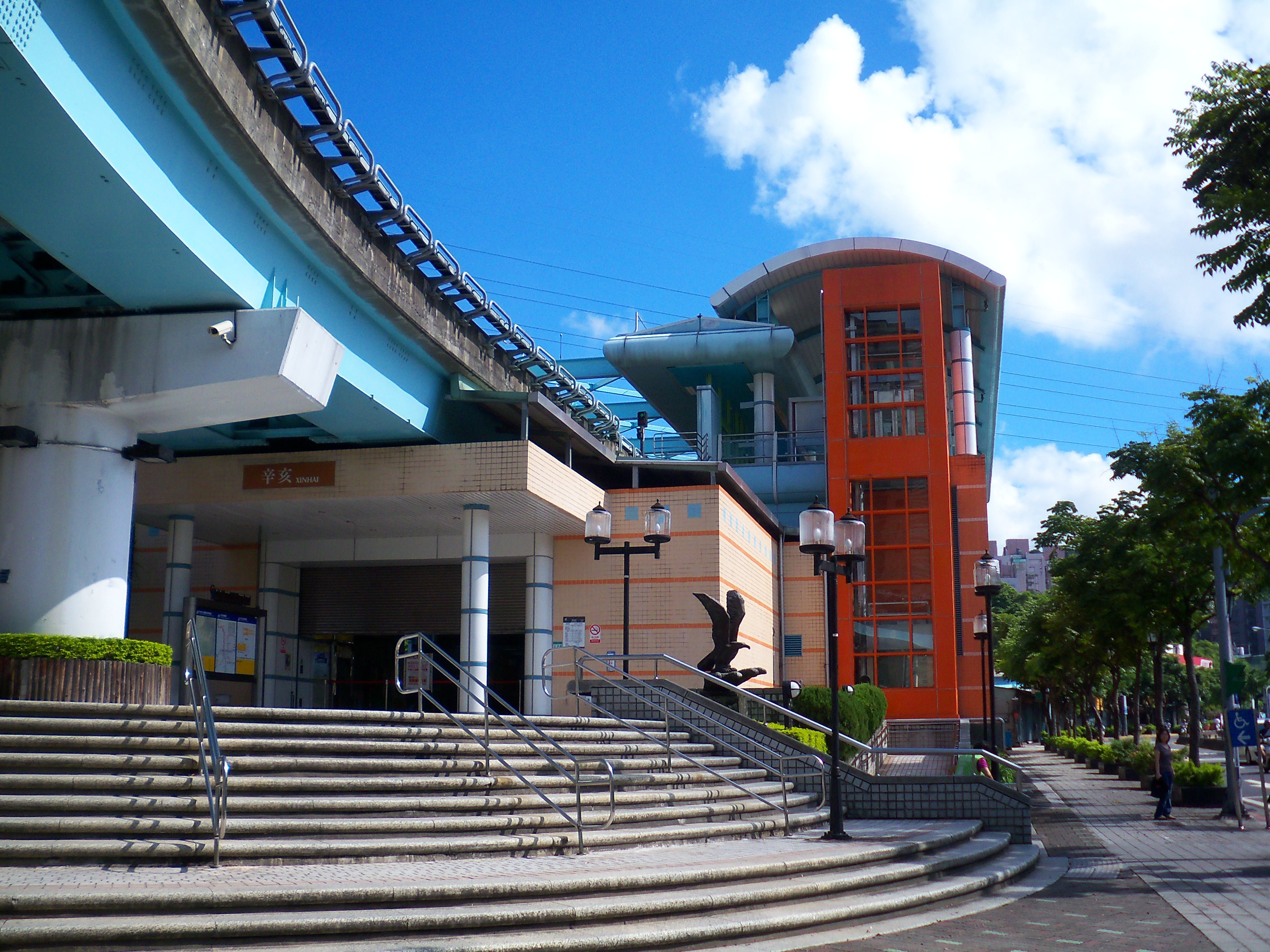
신하이 역 출입구

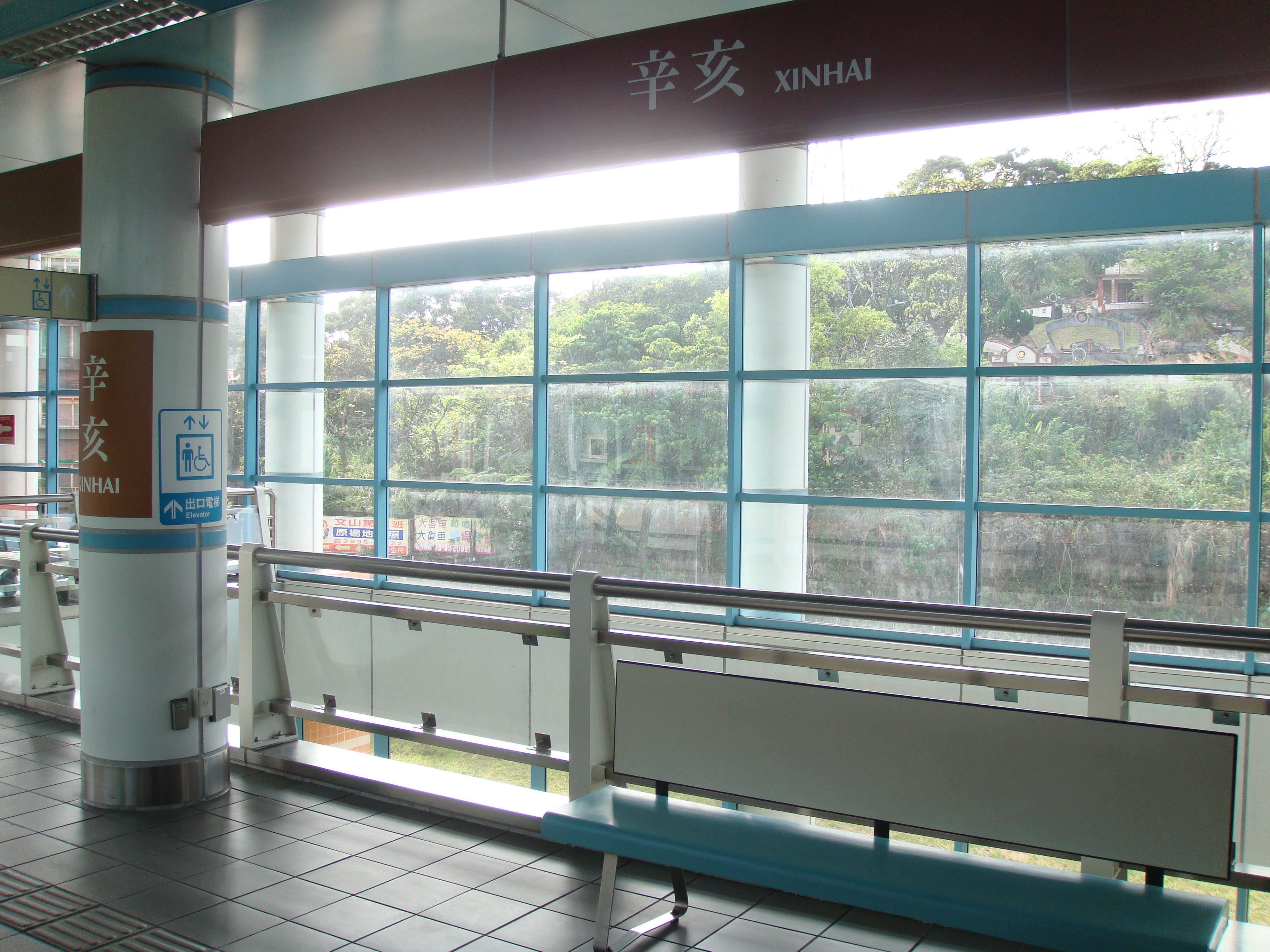
신하이 역 2번 승강장

신하이역(중국어 정체자: 辛亥站, 한어 병음: Xīnhài zhàn, 웨이드-자일스: Hsin1hai4 chan4, 한자음: 신해참)은 타이완 타이베이시 원산 구에 소재한, 타이베이 첩운 타이베이 첩운 원후선의 지하철역이다.

## 개요
신하이 역은 신하이 로(辛亥路) 서쪽에 위치해 있으며, 원래는 완메이제(萬美街)라는 이름으로 제안되었다. 이후에 신하이(辛亥)로 변경하였는데, 인근의 신하이 터널(辛亥隧道)과 신하이 로(辛亥路)를 나타내기 위함이다. 역 번호는 BR05이다.

## 역 구조
고가역으로, 두개의 상대식 승강장, 1개의 출입구를 가지고 있다.

### 승강장 구조
| 지상 3층                            |                                                |
| 상대식 승강장，오른쪽 출입문이 열림 |                                                |
| 1번 선로                            | ← 타이베이 첩운 원후선 난강전람관 방면（린광） |
| 2번 선로                            | 타이베이 첩운 원후선 동물원 방면（완팡병원）→  |
| 상대식 승강장，오른쪽 출입문이 열림 |                                                |

| 1층    |                                                                   |
| 대합실 | 출구, 대합실, 연락처 정보, 티켓 자동 판매기, 개찰구, 화장실(유료) |

### 역 출구
- 출구 : 신하이 로 4단(辛亥路四段), 신하이 초등학교(辛亥國小), 싱타이 공원(興泰公園)

## 역세권 정보
- 타이베이시정부공무인원훈련처(臺北市政府公務人員訓練處)
- 타이베이시 원산구 신하이 초등학교(臺北市文山區辛亥國民小學)
- 신하이 초등학교 지하 주차장 (辛亥國小地下停車場)
- 신하이 터널 (辛亥隧道)
- 원산 구 제12,13 공동묘지 (文山區第12、13公墓)
- 타이베이시공공자행차조임계통 신하이 역 (臺北市公共自行車租賃系統捷運辛亥站)

## 버스 정보
| 번호 | 사업자             | 구간                   | 비고 |
| ---- | ------------------ | ---------------------- | ---- |
| 237  | 신신객운(흔흔객운) | 동물원－금구여중       |      |
| 294  | 신신객운(흔흔객운) | 동물원－인애국중       |      |
| 295  | 신신객운(흔흔객운) | 동물원－타이베이 역    |      |
| 298  | 둥난객운(동남객운) | 만방사구－행천궁       |      |
| 611  | 신신객운(흔흔객운) | 동물원－숭산 역        |      |
| 673  | 신신객운(흔흔객운) | 대붕신성－동원         |      |
| 棕12 | 신신객운(흔흔객운) | 경미－객가문화주제공원 |      |
| 棕22 | 신신객운(흔흔객운) | 경미－청년공원         |      |

## 역사
- 1993년 5월 5일 : 열차 시운전 때, 신하이 역전에서 차 화재 사고가 발생함으로, 무자선(木柵線, 현 원산선) 주행 시험 시간이 약간 지연됨.
- 1996년 3월 28일：무자선(현 원산선) 정식 개통.

## 인접 역
| 타이베이 첩운 원후선  | 타이베이 첩운 원후선   | 타이베이 첩운 원후선  |
| --------------------- | ---------------------- | --------------------- |
| 린광 난강 전람관 방면 | ■ 타이베이 첩운 원후선 | 완팡 병원 동물원 방면 |